# Jelena Pejković
Jelena Pejković (* 1. Dezember 1984) ist eine kroatische Fußballschiedsrichterin.
Seit 2018 steht Pejković auf der Liste der FIFA-Schiedsrichter und leitet internationale Fußballpartien. Sie gehört zur Gruppe der First-Category-Schiedsrichterinnen der UEFA.
Bei der U-19-Europameisterschaft 2022 in Tschechien leitete Pejković zwei Gruppenspiele.
Zudem leitete bzw. leitet Pejković Spiele in der Women’s Champions League, in der Women’s Nations League, in der europäischen WM-Qualifikation für die Weltmeisterschaft 2023 in Australien und Neuseeland (zwei Spiele) sowie Freundschaftsspiele.